# Magnesioaubertita
La magnesioaubertita és un mineral de la classe dels sulfats, que pertany al grup de l'aubertita. Rep el seu nom pel seu contingut en magnesi i la seva relació amb l'aubertita.

## Característiques
La magnesioaubertita és un sulfat de fórmula química MgAl(SO₄)₂Cl·14H₂O. Cristal·litza en el sistema triclínic. La seva duresa a l'escala de Mohs es troba entre 2 i 3.
Segons la classificació de Nickel-Strunz, la magnesioaubertita pertany a «07.DB: Sulfats (selenats, etc.) amb anions addicionals, amb H₂O, amb cations de mida mitjana només; octaedres aïllats i unitats finites» juntament amb els següents minerals: aubertita, svyazhinita, khademita, rostita, jurbanita, minasragrita, ortominasragrita, anortominasragrita, bobjonesita, amarantita, hohmannita, metahohmannita, aluminocopiapita, calciocopiapita, copiapita, cuprocopiapita, ferricopiapita, magnesiocopiapita i zincocopiapita.

## Formació i jaciments
Va ser descoberta a Faraglione Ranni, a Porto Levante, a l'illa de Vulcano, a les Illes Eòlies (Província de Messina, Itàlia). Només ha estat descrita a un altre indret a tot el món, a la mina La Vendida, al districte de Sierra Gorda (Regió d'Antofagasta, Xile).